# Penang State Stadium
Das Penang State Stadium ist ein multifunktionelles Stadion in Batu Kawan, South Seberang Perai District, Penang, Malaysia. Es wird zurzeit meistens für Fußballspiele benutzt. Das Stadion hat eine Kapazität von 40.000 Plätzen. Es wurde im Jahr 2000 erbaut und eröffnet. Hier wurden auch die 8. Sukma Games (Malaysian Games) 2000 ausgetragen. 2007 beheimatete das Stadion das Finale des Malaysia FA Cup. Das Spiel wurde von Kedah FA mit 4:2 im Elfmeterschießen gegen Perlis FA gewonnen.